# Daur
De Daur (Chinees: 达斡尔族, Pinyin: Dáwò'ěrzú; eigen benaming: Daor) zijn een van de 56 etnische groepen die officieel worden erkend door de overheid van de Volksrepubliek China. Bij de laatste volkstelling van 2000 werden 132.394 mensen geregistreerd met deze etniciteit, waarvan de meeste leven in de Morin Dawa Daur Autonome Banier (莫力达瓦达斡尔族自治旗; Mòlì Dáwǎ Dáwò'ěrzú Zìzhìqí) binnen de autonome regio Binnen-Mongolië en in Heilongjiang en Xinjiang. Hun taal wordt Daur of Dagur genoemd.

## Geschiedenis
Genetisch gezien zijn ze, net als de Evenken en Oroquen, afstammelingen van de Kitan, zo blijkt uit recente DNA-analyses. De Kitan worden verantwoordelijk geacht voor de stichting van de Liao dynastie. Ze leefden aanvankelijk rond de Amoer, maar trokken later westwaarts, waar ze de Daur vormden. Tussen 1643 en 1651 vochten ze tegen de kozakken, die met grof geweld hun gebied (Daurië) innamen voor de tsaren in Moskou. Toen de Russen met missionarissen naar het gebied kwamen vanaf 1682, liet de Mantsjoeregering hen verplaatsen naar het zuiden om ze uit de invloedssfeer van de Russen te houden. Tussen 1937 en 1945 vochten ze ook tegen de Japanse bezetters in Mantsjoekwo.
Het volk werd vroeger Dahuren genoemd, een afgeleide naam van 'Daur', maar sinds een aantal jaren heeft de Chinese regering dit officieel vervangen door Daur.

## Taal
De Daur spreken de gelijknamige Mongoolse taal Daur, die drie dialecten telt: Butha, Qiqihar en Xinjiang. Een eigen alfabet is nooit ontwikkeld, maar er is wel een spelling ontwikkeld door Merden Enhebatu op basis van het hanyu pinyin.